# Ano-novo chinês
O Ano-Novo Chinês (português brasileiro) ou Ano Novo Chinês (português europeu) é uma referência à data de comemoração do ano-novo adotada por diversas nações do oriente que seguem um calendário tradicional distinto do ocidental, o calendário chinês.
As diferenças entre os dois calendários fazem com que, todos os anos, a data de início de cada Ano-Novo Chinês caia em uma data diferente do calendário ocidental. O calendário chinês é lunissolar, leva em consideração tanto as fases da lua como a posição do sol. O Ano-Novo Chinês começa na noite da lua nova mais próxima do dia em que o sol passa pelo décimo quinto grau de Aquário.
Os chineses relacionam cada novo ano a um dos doze animais que teriam atendido ao chamado de Buda para uma reunião. Apenas doze teriam se apresentado e, em agradecimento, Buda os transformou nos signos da astrologia chinesa. Os doze animais do horóscopo chinês a que correspondem os anos chineses, de acordo com a ordem que teriam se apresentado a Buda na lenda acima citada, são: rato, búfalo/boi, tigre, coelho, dragão, serpente/cobra, cavalo, carneiro/cabra, macaco, galo, cachorro/cão e o javali/porco.
Desta forma, 2021 foi o ano do búfalo/boi, tendo se iniciado em 12 de fevereiro; 2022 foi o ano do tigre, que se iniciou no dia 1 de fevereiro; em 2023, foi o ano do coelho em 22 de janeiro, e em 2024 foi o ano do dragão, iniciado em 10 de fevereiro. Em 2025 é o ano da serpente, em 29 de janeiro.

## Práticas

### Envelopes vermelhos

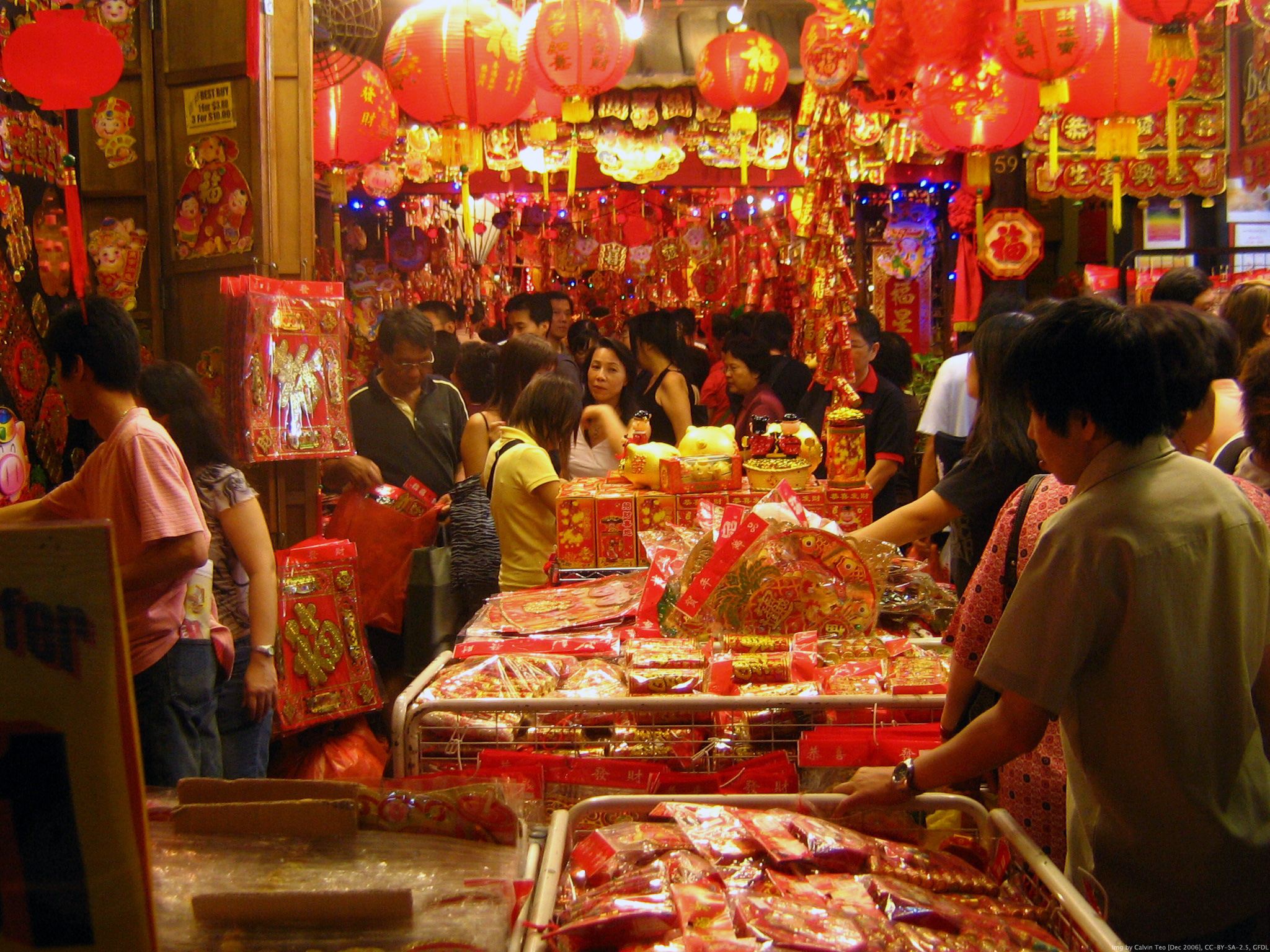
Compradores em loja com produtos para o Ano-Novo Chinês em Singapura.

Tradicionalmente, os Envelopes vermelhos (língua cantonesa: lai sze or lai see) (利是, 利市 ou 利事; Pinyin: lìshì); (Mandarim: 'hóngbāo' (红包); Hokkien: 'ang pow' (POJ: âng-pau); Hakka: 'fung bao'; são dados durante a celebração do Ano-Novo Chinês, de casais ou dos mais velhos para os mais jovens solteiros. É muito comum que adultos e jovens casais deem envelopes vermelhos para crianças.
Os envelopes vermelhos são também conhecidos como 壓歲錢/压岁钱 (yàsuìqián, originalmente 壓祟錢/压祟钱, literalmente, o dinheiro usado para reprimir ou suprimir os espíritos malignos) durante este período.
Os envelopes vermelhos geralmente contêm dinheiro, em quantias que variam de alguns reais até valores de centenas de reais. De acordo com o costume, a quantia presenteada deverá sempre em números pares, pois os números ímpares geralmente são utilizados para as quantias de dinheiro dadas durante cerimônias funerais (帛金: báijīn). O número 8 (八, bā) para os chineses, por exemplo é considerado como o número da sorte (por causa do homófono "fortuna"), e é muito comum que as pessoas sejam presenteadas nos Estados Unidos com envelopes vermelhos contendo US$ 8. O número seis (六, liù) também é considerado como um número da sorte, pois soa como 'suave' (流, liú), no sentido de se ter um ano suave, tranquilo, calmo.
Números ímpares e pares - no que tange às auspiciosidades - são determinados tanto pelo primeiro dígito quanto pelo último. Trinta e cinquenta, por exemplo, são números com casa decimal ímpar, portanto apropriados para cerimônias funerais. Entretanto, é comum e aceitável que se dê envelopes vermelhos utilizando uma única nota - de 10 ou 50 yauns. É costumeiro que notas sejam dadas totalmente novas. Tudo relacionado ao Ano-Novo Chinês deverá ser novo, visando atrair sorte e fortuna.
O ato de pedir envelopes vermelhos é chamado de (Mandarin): 讨紅包 tǎo-hóngbāo, 要利是. (Cantonese): 逗利是. Uma pessoa casada não pode recusar o pedido, pois isto significa que ela seria desafortunada no ano-novo. Os envelopes vermelhos são geralmente dados por casais casados às crianças mais jovens da família. De acordo com o costume, as crianças desejam aos mais velhos feliz ano-novo, felicidade, saúde e boa sorte antes de aceitarem os envelopes. Os envelopes então são mantidos fechados sob o travesseiro durante sete dias após o Ano-Novo Chinês, porque dormir sobre o envelope simboliza boa sorte e fortuna.
Os japoneses também tem o costume de presentear com envelopes com dinheiro durante o ano-novo, tradição chamada de Otoshidama.

### Troca de presentes
Adicionalmente aos envelopes vermelhos, os quais são geralmente dados do mais velhos aos mais novos, pequenos presentes (comida ou doces) são também trocados entre amigos e parentes (de diferentes famílias) durante o Ano-Novo Chinês. Os presentes usualmente são trazidos quando há a visitação a amigos e parentes. Os presentes podem ser frutas (tipicamente laranjas, e nunca peras), bolos, biscoitos, chocolates, rebuçados, ou algum outro presente singelo.

### Mercados
Mercados ou feiras locais são montados conforme a aproximação do ano-novo, se caracterizando por serem ao ar livre e comercializarem produtos como flores, brinquedos, roupas e até mesmo fogos de artifício. Em alguns lugares a prática de compra da ameixeira perfeita é bastante próxima da tradição natalícia de comprar a árvore de natal.

### Fogos de artifício

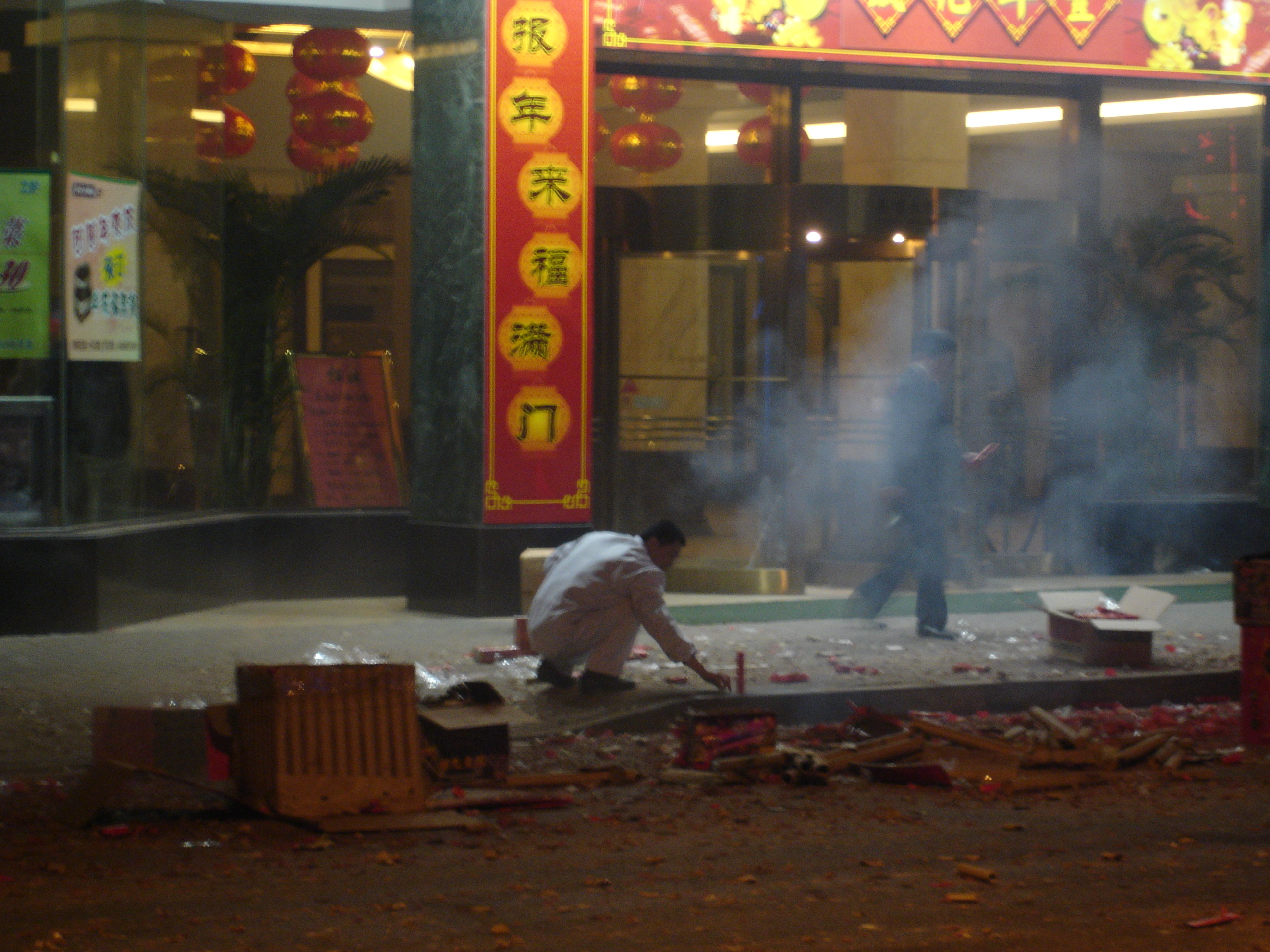
Um chinês soltando fogos de artifício durante o Ano-Novo Chinês em Xangai.

Na China antiga caules de bambu eram preenchidos com pólvora com o objetivo de criar pequenas explosões para afastar espíritos malignos. Nos tempos modernos, este método eventualmente evoluiu através do uso de panchões, os quais são geralmente amarrados a um longo barbante, podendo então ser pendurado. Cada panchão é envolto em papel vermelho, já que o vermelho é considerado auspicioso, com pólvora no seu interior. Por serem dezenas ou centenas, e estarem unidos pelo barbante, assim que aceso, o panchão libera estrondosos sons de estalos, pequenas explosões ensurdecedoras, as quais se acredita que espantarão os espíritos malignos. A queima dos panchões também significa o momento de diversão do ano, parte essencial das celebrações de Ano-Novo Chinês.

### Música
"Feliz ano-novo!" (chinês: 新年好呀; pinyin: Xīnnián hǎo ya, lit. ‘Bom Ano Novo, ya!’) é uma canção popular para as crianças na época de ano-novo. A melodia é parecida com a canção Oh, Minha querida, Clementina.
- Chorus:

Feliz ano-novo! Feliz ano-novo! (chinês: 新年好呀！新年好呀！)
Feliz ano-novo a vocês todos! (chinês: 祝贺大家新年好！)
Nós cantamos, nós dançamos. (chinês: 我们唱歌，我们跳舞。)
Feliz ano-novo para vocês todos! (chinês: 祝贺大家新年好！)
Outra canção popular de Ano Novo é “Parabéns” (chinês: 恭喜恭喜; pinyin: Gōngxǐ gōngxǐ, lit. ‘Parabéns Parabéns’). Originalmente composta para comemorar o fim da invasão japonesa e da Segunda Guerra Mundial, sua estreia ocorreu durante a comemoração de ano novo, rapidamente se tornando popular e sendo tocada por diferentes cantores ano após ano.

### Vestuário
As roupas utilizadas durante todo o ano-novo geralmente são da cor vermelha ou de cores vibrantes, pois os chineses acreditam que a cor vermelha afugenta os espíritos malignos e a má sorte. As pessoas também vestem roupas novas da cabeça aos pés para simbolizar um novo começo em um novo ano. Vestir novas roupas também significa a posse de pertences suficientes para usar e vestir no novo ano. O vermelho é a cor da sorte (fortuna).

### Retrato da família
Tirar fotografias é uma cerimônia importante quando os familiares se reúnem. A foto deve ser tirada na entrada (hall) ou em frente da casa. O membro masculino mais velho da família se senta ao centro.

### Simbolismo

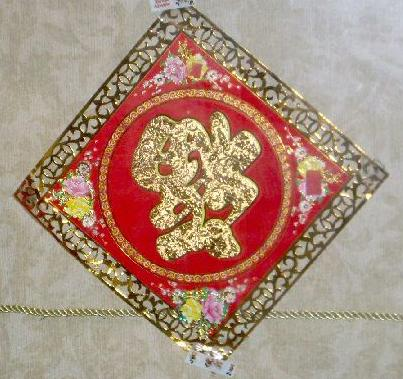
Um carácter invertido "福 (fú)" é sinal de boa sorte.

Assim como outras culturas, o Ano-Novo Chinês incorpora elementos com profundos significados. Um exemplo é o caracter fú (chinês: 福, língua cantonesa e hakka: fook, lit. ‘bênção, felicidade’) exibido na entradas das casas em vermelho em formato de diamante, sendo usualmente pendurado de cabeça para baixo, pois o carácter chinês 倒 (dào) "de cabeça para baixo", é homófono de 到 (dào) "chegar" em todas variedades da língua chinesa, simbolizando então a chegada de sorte, felicidade e prosperidade.
Para as pessoas que falam cantonês, a palavra fook invertida soa como "verter", significando então "verter a sorte"/"desperdiçar sorte", o que simboliza má sorte, por isso a comunidade cantonesa não o pendura de cabeça para baixo. Vermelho é a cor predominante nas celebrações de ano-novo. O vermelho é o símbolo da felicidade ou do prazer, e esta cor simboliza virtude, a verdade e a sinceridade. Nas óperas chinesas, a face de um artista pintada de vermelho pode denotar um personagem sagrado ou leal, ou até mesmo um imperador. Balas, bolos, decorações e muitas outras coisas associadas com o ano-novo e suas cerimônias são coloridos de vermelho. O som da palavra “vermelho” (紅, hóng) é “hong” em Mandarim (Hakka: Fung; língua cantonesa: Hoong) que também significa “próspero”. Portanto, a cor vermelha é e soa como auspiciosa.

### Nianhua
Nianhua é um tipo de bloco de madeira de impressão colorida utilizado para decorações de ano-novo.

### Flores
A seguir são relacionados os arranjos mais populares para o ano-novo que estão disponíveis em feiras e mercados antes do ano-novo.
| Decoração floral | Significado                            |
| ---------------- | -------------------------------------- |
| Flor de ameixa   | Sorte, fortuna                         |
| Fortunella       | Prosperidade                           |
| Narciso          | Prosperidade                           |
| Bambu            | uma planta usada durante todo o ano    |
| Girassol         | Desejo de um bom ano                   |
| Beringela        | uma planta para curar todas as doenças |
| Chom Mon         | uma planta que fornece tranquilidade   |

## Comemorações no Brasil

### São Paulo

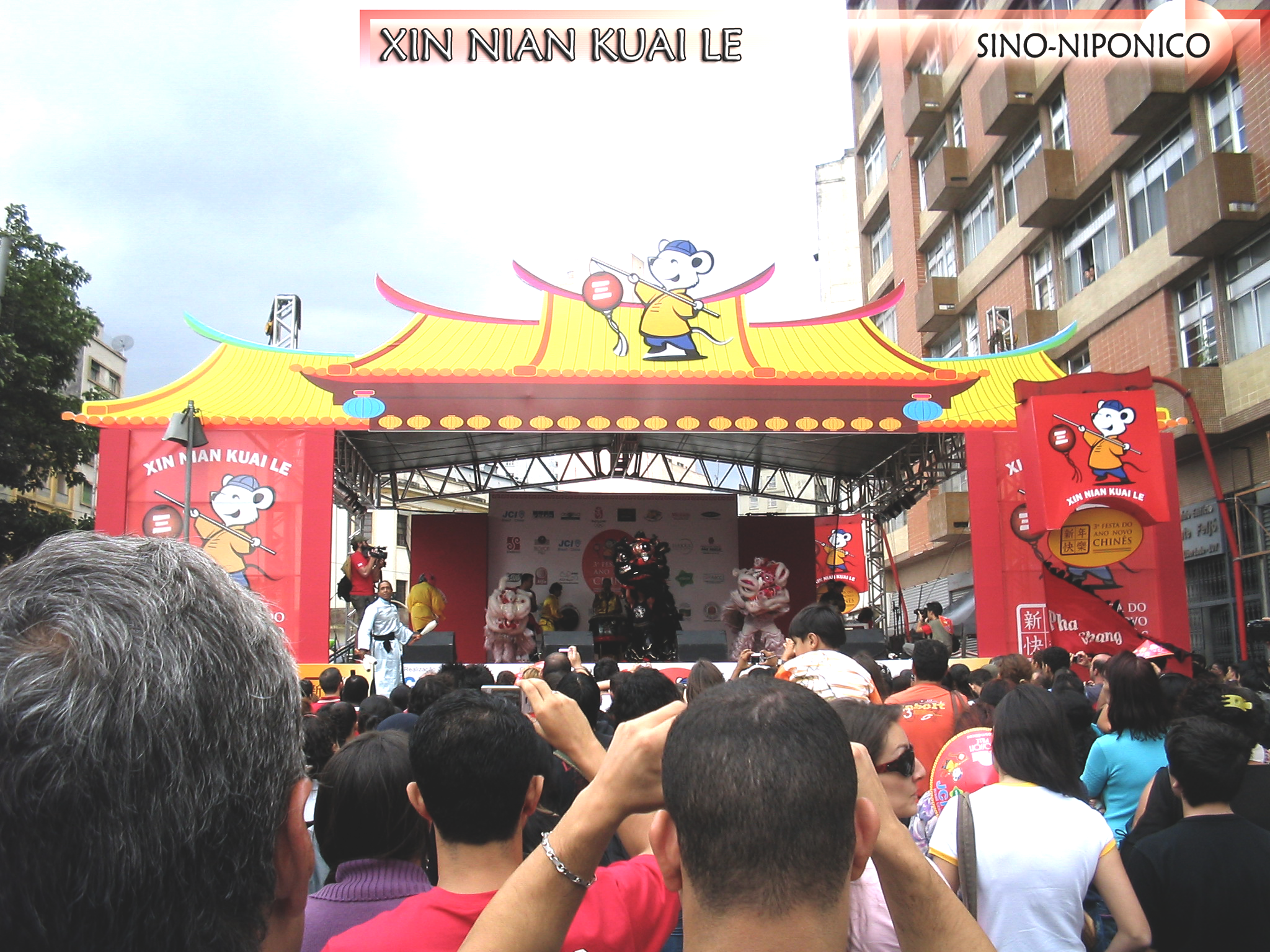
Comemoração do Ano-Novo Chinês em São Paulo.

Em São Paulo, o maior centro sino-nipônico do Brasil, a festa é realizada na Praça da Liberdade, onde se concentram restaurantes, lojas e mercearias de imigrantes e descendentes chineses direcionados a este público-alvo. A comemoração acontece no final de janeiro ou início de fevereiro. Uma festa muito alegre e bonita que atrai mais de 100 mil pessoas do Brasil e de várias partes do mundo que visitam a capital paulista. O evento explora vários aspectos da cultura chinesa e suas belas expressões artísticas e culturais. Durante os dias de festa são apresentadas várias atrações no palco como mostras de Kung Fu, de pinturas e músicas chinesas, a tradicional Dança dos Leões, desfile de roupas típicas, entre muitas outras. Próximo ao palco permanecem várias barracas oferecendo um pouco da diferenciada gastronomia chinesa, como tempura de repolho, couve-flor e camarão, Harumaki, o famoso bolinho primavera com recheio de carne e vegetais, e Dorayaki ou Imagawayaki, doce com recheio de feijão Azuki ou creme de baunilha, originário do Japão.

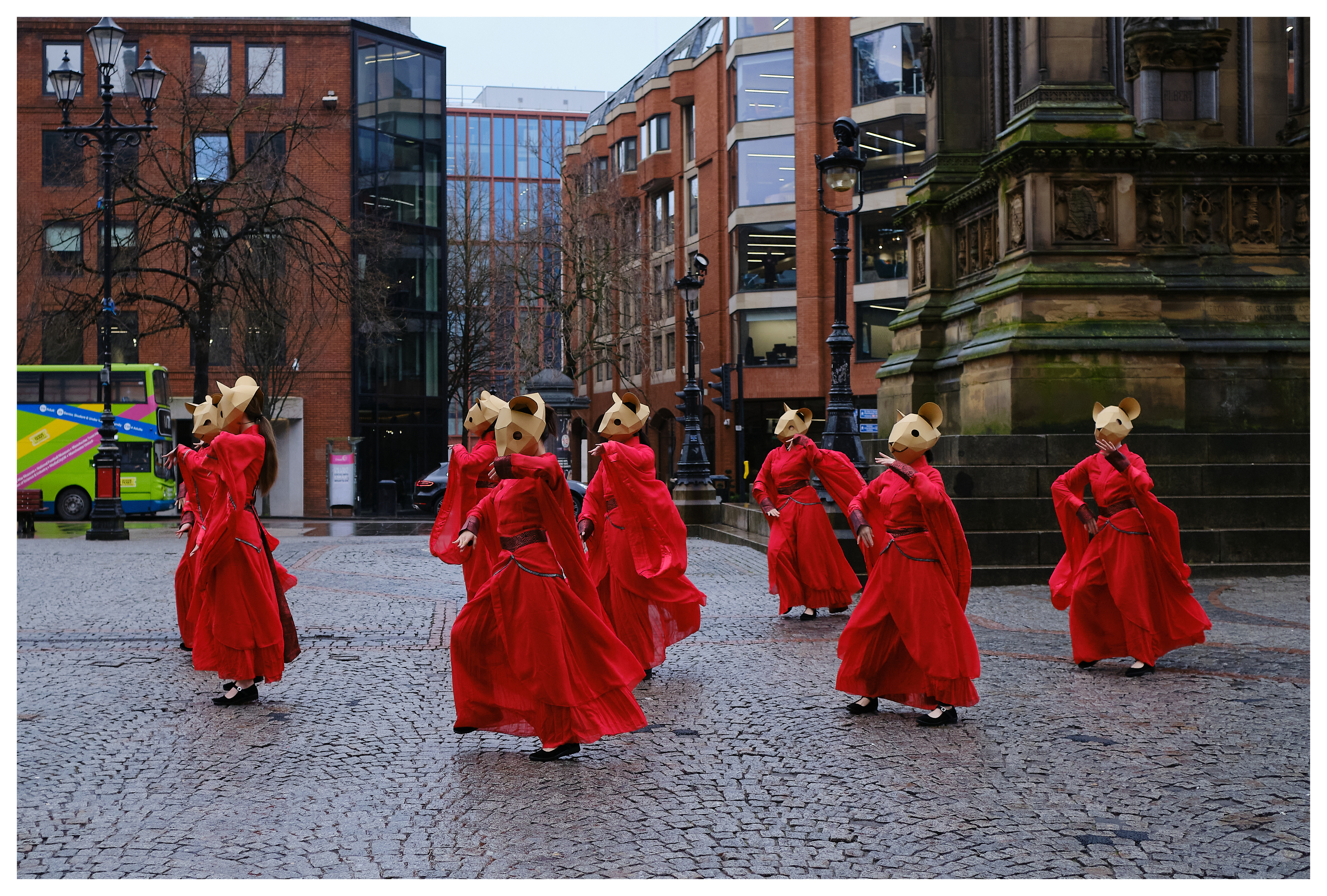
Ano-Novo Chinês em Manchester.

### Rio de Janeiro
No Rio de Janeiro, a comemoração é feita na colônia oriental que existe no bairro de Santa Cruz. Também é comemorado por uma cooperação de chineses do bairro da Tijuca e na colônia oriental da Rua da Alfândega, localizada na região da Saara. Porém, nos últimos anos, o lugar mais visado nessa data tem sido a Vista Chinesa, onde ocorre um grande encontro entre chineses e turistas. Também é comemorado entre 15 de janeiro e 15 de fevereiro.